# Igor Nikolovski
Igor Nikolovski (macédonien : ИгорНиколовски), né le 16 juillet 1973, est un footballeur macédonien qui évoluait au poste de défenseur.

## Biographie

### En sélection
Nikolovski a fait ses débuts en faveur de l'équipe nationale de Macédoine en 1995, et compte 43 sélections pour 2 buts. Sa carrière internationale s'achève en 2002. 